# Бэйкер, Леонард
Леонард С. Бейкер (англ. Leonard S. Baker; 24 января 1931, Питтсбург, Пенсильвания — 23 ноября 1984, Вашингтон, округ Колумбия) — американский писатель

, журналист, лауреат Пулитцеровской премии за биографию или автобиографию 1979 года.

## Биография
В 1952 году окончил Школу искусств и наук Питтсбургского университета. С 1955 по 1956 год Бейкер работал репортёром в газете «St. Louis Globe-Democrat» в Сент-Луисе штат Миссури и «Newsday» (1956—1965). Затем оставил журналистику и занялся литературным творчеством.
В 1979 году был отмечен Пулитцеровской премией в номинации за биографию или автобиографию за книгу «Дни скорби и боли: Лео Бек и берлинские евреи» («Days of Sorrow and Pain: Leo Baeck and the Berlin Jews»), посвящённую Лео Беку, учёному-философу, лидеру прогрессивного иудаизма, который помогал евреям бежать из нацистской Германии, работал в подполье во время Второй мировой войны и несколько лет провёл в заключении в концентрационном лагере Терезиенштадт.
Бейкеру принадлежит также ряд других биографических произведений, в том числе «The Johnson Eclipse: A President’s Vice Presidency», «Back to Back: The Duel Between FDR and the Supreme Court», «John Marshall: A Life in Law, Brandeis and Frankfurter: A Dual Biography», «Brahmin in Revolt, Roosevelt and Pearl Harbor», «The Guaranteed Society».
Умер от рака в больнице Университета Джорджа Вашингтона в Вашингтоне.